# دیوید لترمن
دیوید مایکل لترمن (به انگلیسی: David Michael Letterman) (زاده ۱۲ آوریل ۱۹۴۷) یک کمدین و مجری تلویزیونی آمریکایی است. او مجری برنامه برنامه آخر وقت با دیوید لترمن بود که از شبکه سی‌بی‌اس پخش می‌شد.
این چهره مشهور در طول ۳۳ سال فعالیتش ۶۰۲۸ برنامه اجرا کرد. او در این مدت نامزد ۶۷ جایزه تلویزیونی امی شد و در ۲۰ سال اول اجرای لیت شو با دیوید لترمن ۲۰ جایزه امی دریافت کرد. در سال ۲۰۰۲ دیوید لترمن اعتراف کرد که با برخی از زنانی که در برنامه اش کار می‌کردند رابطه داشته‌است.

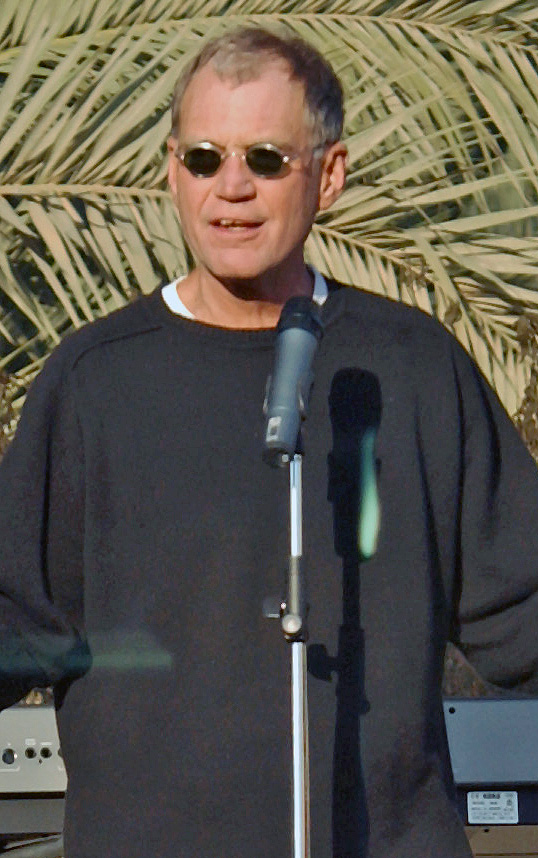
دیوید لترمن
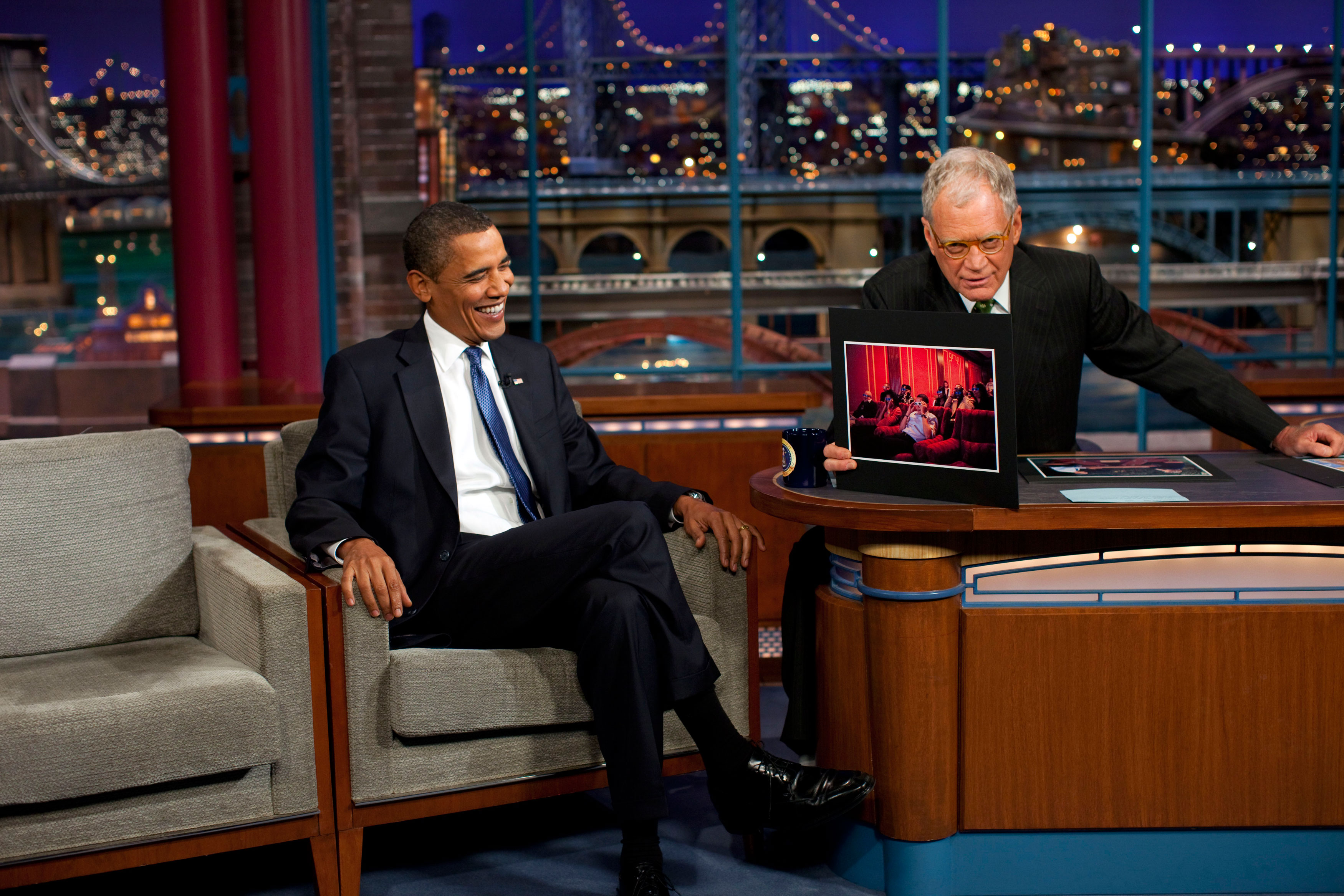
دیوید لترمن و باراک اوباما
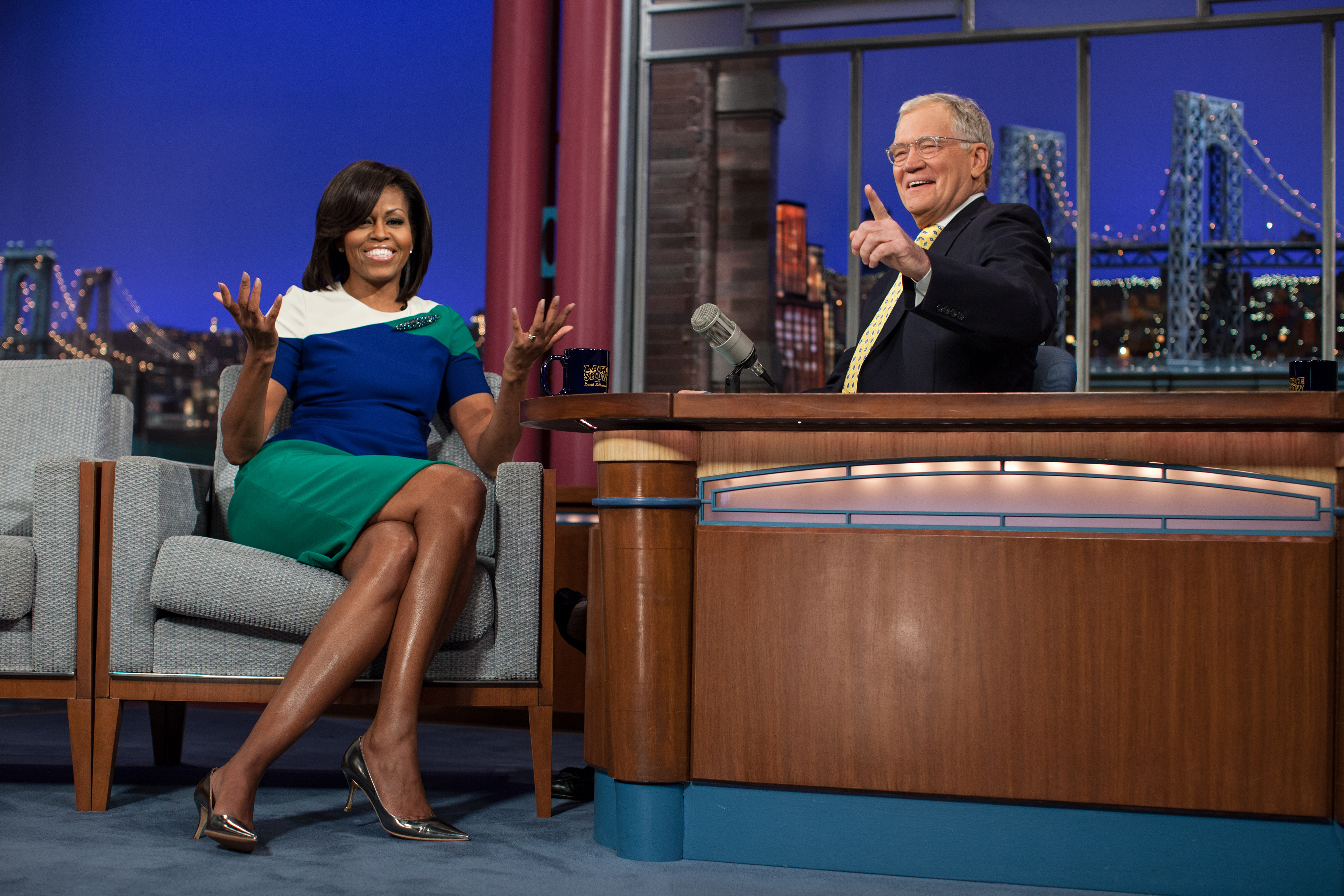
دیوید لترمن و میشل اوباما
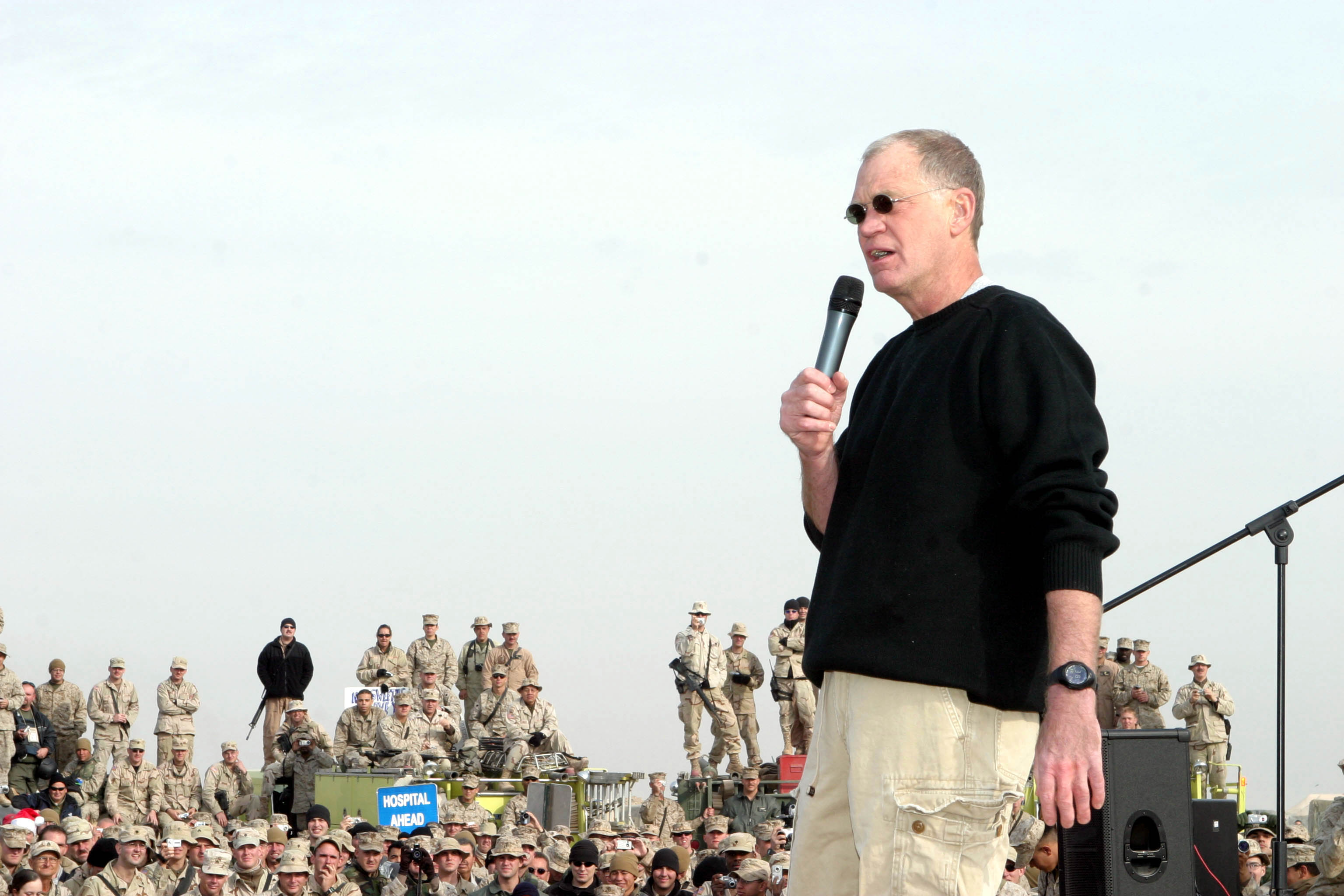